# Heteroplexis
Heteroplexis é um género botânico pertencente à família Asteraceae.
1. 1 2  «WoRMS taxon details» (em inglês). Consultado em 9 de junho de 2018
2. ↑  «Heteroplexis — World Flora Online». www.worldfloraonline.org. Consultado em 19 de agosto de 2020